# W50 (核弾頭)
W50は、アメリカ合衆国が開発した核弾頭。ロスアラモス国立研究所が開発したものであり、アメリカ陸軍のミサイル向けに開発された。

## 概要
熱核弾頭であり、1963年から生産され、1965年までに280発が生産されている。サイズは直径15.34インチ、長さ44インチ、重量409-410ポンド。核出力はサブタイプによって異なり、60、200、400ktであった。
パーシング I弾道ミサイルの弾頭として用いられ、ミサイル廃棄の後も1991年まで保管されていた。なお、パーシング I ミサイルは、西ドイツ空軍にも配備され、アメリカ軍の管理によりW50核弾頭を運用していた。このほか、開発中であったXLIM-49A ナイキ・ゼウスB弾道弾迎撃ミサイルの弾頭としても採用されたが、XLIM-49A ナイキ・ゼウスBの設計は1968年までにLIM-49A スパルタンとして更新され、W71搭載の設計となっている。